# Vabre-Tizac
Vabre-Tizac (en occitano Vabre e Tisac) era una comuna francesa situada en el departamento de Aveyron, de la región de Occitania, que el 1 de enero de 2016 pasó a ser una comuna delegada de la comuna nueva de Le Bas-Ségala al fusionarse con las comunas de La Bastide-l'Évêque y Saint-Salvadou.

## Demografía
| Gráfica de evolución demográfica de Vabre-Tizac entre 1800 y 2013 |
|                                                                   |

Los datos demográficos contemplados en este gráfico de la comuna de Vabre-Tizac se han cogido de 1800 a 1999 de la página francesa EHESS/Cassini, y los demás datos de la página del INSEE.